# گوش مروارید
گوش مروارید، با عنوان اصلی شهر مَپِل (メイプルタウン物語 Meipuru Taun Monogatari)، یک سریال انیمه ژاپنی محصول سال ۱۹۸۶ به نویسندگی شیفوده آساکورا و توسط جونیشی ساتو کارگردانی شده‌است. این سریال که توسط استودیوی توئی انیمیشن تولید شده و شامل ۵۲ قسمت نیم ساعته است، از ۱۹ ژانویه ۱۹۸۶ تا ۱۱ ژانویه ۱۹۸۷ در تی‌وی آساهی در ژاپن پخش شد.

## داستان
در این اثر ماجراهای پتی خرگوش، بابی خرس و خانواده‌های آنها، در شهرستان کوچکی به نام مَپِل روایت می‌شود.